# Dịch tễ học tự tử

Tỷ lệ chết do tự tử trên 100.000 dân năm 2012.
không có dữ liệu
thấp hơn 2.5
2.5-5
5-7.5
7.5-10
10-12.5
12.5-15
15-17.5
17.5-20
20-22.5
22.5-25
25-27.5
cao hơn 27.5

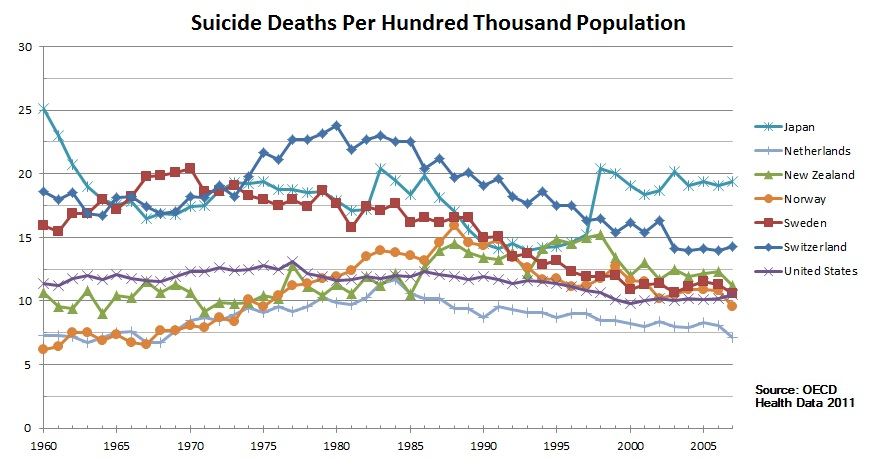
Xu hướng tự tử-chết-mỗi-100000

Ước tính khoảng 1 triệu người trên toàn cầu chết do tự tử mỗi năm. Dự báo con số này lên đến 1,5 triệu vào năm 2020. Tự tử là một trong ba nguyên nhân tử vong hàng đầu những người từ 15 đến 44 tuổi. Tuần suất xảy ra các vụ cố gắng tự tử gấp 20 lần so với những trường hợp tự tử hoàn thành.
Tỷ lệ tự tử trong xã hội phụ thuộc vào nhiều yếu tố. Trầm cảm lâm sàng là một nguyên nhân đặc biệt phổ biến. Lạm dụng chất gây nghiện và bệnh tật/sức khỏe trầm trọng cũng được xác nhận là nguyên nhân. Các khu vực Đông Âu và Đông Á có tỷ lệ tự tử cao nhất trên toàn thế giới. Khu vực có tỷ lệ tự tử thấp nhất là vùng Caribê, tiếp theo là Trung Đông.
Sự khác biệt về giới cũng đóng một vai trò quan trọng trong tự tử. Hơn nữa, trong số tất cả các nhóm tuổi ở hầu hết mọi nơi trên thế giới, phụ nữ có khuynh hướng cho thấy tỷ lệ hành vi tự tử không được báo cáo cao hơn, trong khi nam giới có tỷ lệ tự tử cao hơn nhiều.

## Tổng quan
Hầu hết ở các quốc gia, tỷ lệ tự tử cao hơn tỷ lệ vụ giết người có chủ ý. Nhiều người chết vì tự tử hơn là chết vì chiến tranh hay giết người.
Từ một báo cáo của Tổ chức Y tế Thế giới (WHO) năm 2006 cho biết, mỗi năm gần một triệu người chọn cách tự rời bỏ cuộc sống này mãi mãi, nhiều hơn những người bị giết hoặc bị chết trong chiến tranh. Số liệu của WHO cũng cho thấy, khoảng 40 giây thì xảy ra một vụ tự tử ở một nơi nào đó trên thế giới.
Theo Viện Sức khỏe Tâm thần Quốc gia Hoa kỳ, bắt chước tự tử đang là một vấn đề nghiêm trọng, đặc biệt là đối với những người trẻ tuổi. Thanh thiếu niên rất nhạy cảm khi tiếp xúc với chi tiết thật/giả về các vụ tự tử, bao gồm cả phương tiện tự sát, chẳng hạn như báo cáo chuyên sâu về tự tử của một người nổi tiếng hoặc thần tượng, tạo điều kiện cá nhân thực hiện hành vi tự tử.